# Малышев, Николай Евгеньевич
Малышев, Николай Евгеньевич (род. 4 декабря 1949, Ижевск) — советский и российский поэт, эссеист. Главный редактор журнала «Луч» (2002 — 2016). Член Союза писателей России (2008). Заслуженный журналист Удмуртской Республики (2018). Почётный член СП России (2023).

## Биография
Николай Евгеньевич Малышев родился 4 декабря 1949 года в городе Ижевске. После окончания школы трудился на электромеханическом заводе регулировщиком радиоэлектронной аппаратуры. Служил в рядах Советской армии в войсках ПВО (1968 — 1970).   
В 1978 году окончил заочное отделение факультета журналистики Казанского госуниверситета. Работал в рекламных агентствах, книжных издательствах, редакциях городских и республиканских газет на различных должностях: корреспондентом, ответственным секретарём, заместителем главного редактора, главным редактором и т. д.
Как поэт начал печататься в 1991 году. Публиковался в журналах «Звезда Востока», «Дружба народов», «Русское эхо»; в альманахе «День поэзии» (2009) и других изданиях. В 2010 году выпустил сборник стихов «В кругу времён».
С 2002 по 2016 год — главный редактор литературного журнала «Луч».
Принимал участие в группе писателей из независимых государств — бывших союзных республик и российских автономий в Переделкинских встречах, организованных в декабре 2006 года журналом «Дружба Народов», где проходили круглые столы посвященные судьбам литературных журналов и процессам в современной литературе.
В 2016 году — зам. гл. редактора АУ УР «Редакция журнала «Луч».
В 2019 году Николай Малышев был отстранён от работы путём изменения штатного расписания.
В 2020 году он покинул Ижевск. 
Живёт и работает в Самаре.
Николай Евгеньевич Малышев член Союза журналистов СССР с 1976 года и — впоследствии — член Союза журналистов России. Член Союза писателей России с 2008 года. Ветеран труда. Заслуженный журналист Удмуртской Республики (2017).